# Gråsten
Gråsten [gʀɔˈsdeːʔn] anhörenⓘ (Betonung auf Endsilbe, dt.: Gravenstein) ist ein Ort mit 4298 Einwohnern (Stand 1. Januar 2025) in Dänemark am Nybøl Nor  (dt.: Nübeler Noor), einem Seitenarm der Flensburger Förde. Der Ort liegt ziemlich genau in der Mitte des Städtedreiecks Aabenraa (dt.: Apenrade)-Flensburg-Sønderborg (dt.: Sonderburg). Der Name war ursprünglich Grauenstein, was als Gråsten wörtlich ins Dänische übersetzt wurde. Seit 1968 war er Zentrum der Kommune Gråsten Kommune im Sønderjyllands Amt, die einen  Zusammenschluss der Kirchspiele Gråsten-Adsbøl Sogn, Kværs Sogn und Rinkenæs Sogn darstellte und ihrerseits 2007 in der Sønderborg Kommune in der Region Syddanmark aufging.

## Geschichte
Gråsten war ursprünglich ein adliges Gut, in der zweiten Hälfte des 16. Jahrhunderts zunächst als Meierhof unter dem Gut Søgård, damals das mit Abstand größte Adelsgut im Herzogtum Schleswig. Von 1622 bis 1633 war es Sitz von Christian, dem einzigen Herzog des abgeteilten Herzogtums von Schleswig-Holstein-Ærø. Spätestens 1648 wurde Gråsten selbständig, als der Søgårder Gutsherr von Ahlefeldt den Hof an den Herzog von Schleswig-Holstein-Sonderburg-Glücksburg verkaufte. 1662 kam es erneut an Søgård. Die Ahlefeldts verlegten ihren Stammsitz hierher und errichteten ein ansprechendes Gutshaus, das seit 1700 den Charakter eines Schlosses annahm. Da mehrere der Gutsherren gleichzeitig Statthalter für die königlichen Landesteile der Herzogtümer Schleswig und Holstein waren, wurde Gråsten weithin bekannt. Unweit des Guts entwickelte sich zwischen Schlossteich und Nübeler Noor eine Handwerker- und Kaufmannssiedlung.
Nach dem Konkurs des Ahlefeldtschen Güterkomplexes wurde Gråsten 1725 ein selbständiges Gut, zu dem große Ländereien einschließlich der Siedlung gehörten. Neuer Besitzer war der Herzog von Augustenborg, ein Nachfahre der früheren Sønderborger Herzöge und damit ein Verwandter des dänischen Königshauses. Dieser kaufte weitere Güter in der Nachbarschaft hinzu, so dass der Gråstensche Güterkomplex einer der größten im Lande wurde. Anders als der eigentliche Augustenborgische Güterkomplex mit dem Stammhaus des Herzogs auf Alsen erhielt er jedoch keine administrative Sonderstellung, sondern blieb ein Teil des Zweiten Angler Güterkomplexes, in dem sämtliche schleswigsche Güter außerhalb der Landschaften Dänischer Wohld, Schwansen, Angeln und Alsen zusammengefasst wurden.
Obwohl die Siedlung Gråsten weder Stadt noch Flecken war und eigentlich unter die Bestimmungen für Landhandel und -handwerk fiel, konnten die Bewohner unter dem Schutz der Gutsherrschaft ihre Gewerbe frei ausüben. Da sie überwiegend für die Gutsherrschaft arbeiteten, konnten die Proteste aus den Städten nichts bewirken. Obwohl der Ort nach wie vor zum Kirchspiel Atzbüll (Adsbøl) gehörte, entwickelte die Schlosskapelle sich zur Pfarrkirche des Ortes.
Der letzte Augustenborger Herzog Christian August erhob im Zuge des aufkommenden deutsch-dänischen Konflikts in den 1840er Jahren Ansprüche auf die Herzogtümer Schleswig und Holstein und konnte durch geschickte Agitation die Zustimmung der ursprünglich liberal eingestellten schleswig-holsteinischen Bewegung erlangen. Nach der Verkündung der Provisorischen Regierung in Kiel löste sein Bruder Friedrich Prinz von Noer, welcher vorher Statthalter war und nun dieser Regierung angehören sollte, mit dem Handstreich auf die Festung Rendsburg am 24. März 1848 den Ersten Krieg um Schleswig aus, der sich mit Unterbrechungen drei Jahre hinziehen sollte. Am Ende mussten die Augustenborger das Land verlassen und die Güter dem Fiskus verkaufen. Gråsten verlor seinen Sonderstatus und wurde verpachtet.
Der Krieg von 1864 führte zur Abtrennung Schleswigs und Holsteins von der dänischen Krone. Bald darauf nahmen die Augustenborger, nun mit Christian Augusts Sohn Friedrich an der Spitze, Gråsten wieder in ihren Besitz. Friedrich wurde durch die Hochzeit seiner Tochter Auguste Victoria mit Wilhelm II. Schwiegervater des Kaisers. Gråsten blieb bis 1921 in der Hand der Augustenborger, deren Mannesstamm mit Friedrich ausstarb. Gråsten entwickelte sich zu einem wichtigen Unterzentrum. Seit Beginn des 20. Jahrhunderts war es durch die Apenrader Kreisbahn und die Hauptbahn von Sønderborg nach Flensburg bzw. Tinglev an das Eisenbahnnetz angeschlossen.
Nach der Volksabstimmung von 1920 wurde Nordschleswig ein Teil des Königreichs Dänemark. Gråsten wurde eine Kirchspielskommune im Amt Apenrade, das Gut blieb in staatlichen Händen. 1936 erhielt es der damalige Kronprinz Frederik nach seiner Hochzeit. Seither zählt Gråsten zu den königlichen Schlössern. Vor allem Fredriks Ehefrau Ingrid, die Mutter von Königin Margrethe II., blieb dem Ort bis zu ihrem Tod im Jahre 2000 eng verbunden. Die Königin selbst kommt jedes Jahr im Sommer mit der gesamten Familie für ca. zwei Monate. Dann liegt meist auch die Königsyacht Dannebrog im nahen Hafen Sønderborg.
1957 wurden  Gråsten und Adsbøl zur Kirchspielgemeinde Gråsten-Adsbøl zusammengeschlossen. 1968 wurde die Kirchspielgemeinde mit den Nachbarkirchspielen Kværs und Rinkenæs zu einer Großkommune im neu geschaffenen Sønderjyllands Amt vereinigt. Obwohl sich Gråsten bis zuletzt für weitere Selbständigkeit aussprach, ging die Kommune 2007 in einer Großkommune Sønderborg auf, die damit größer wurde als das frühere Amt bzw. der Landkreis Sonderburg.

## Sehenswürdigkeiten

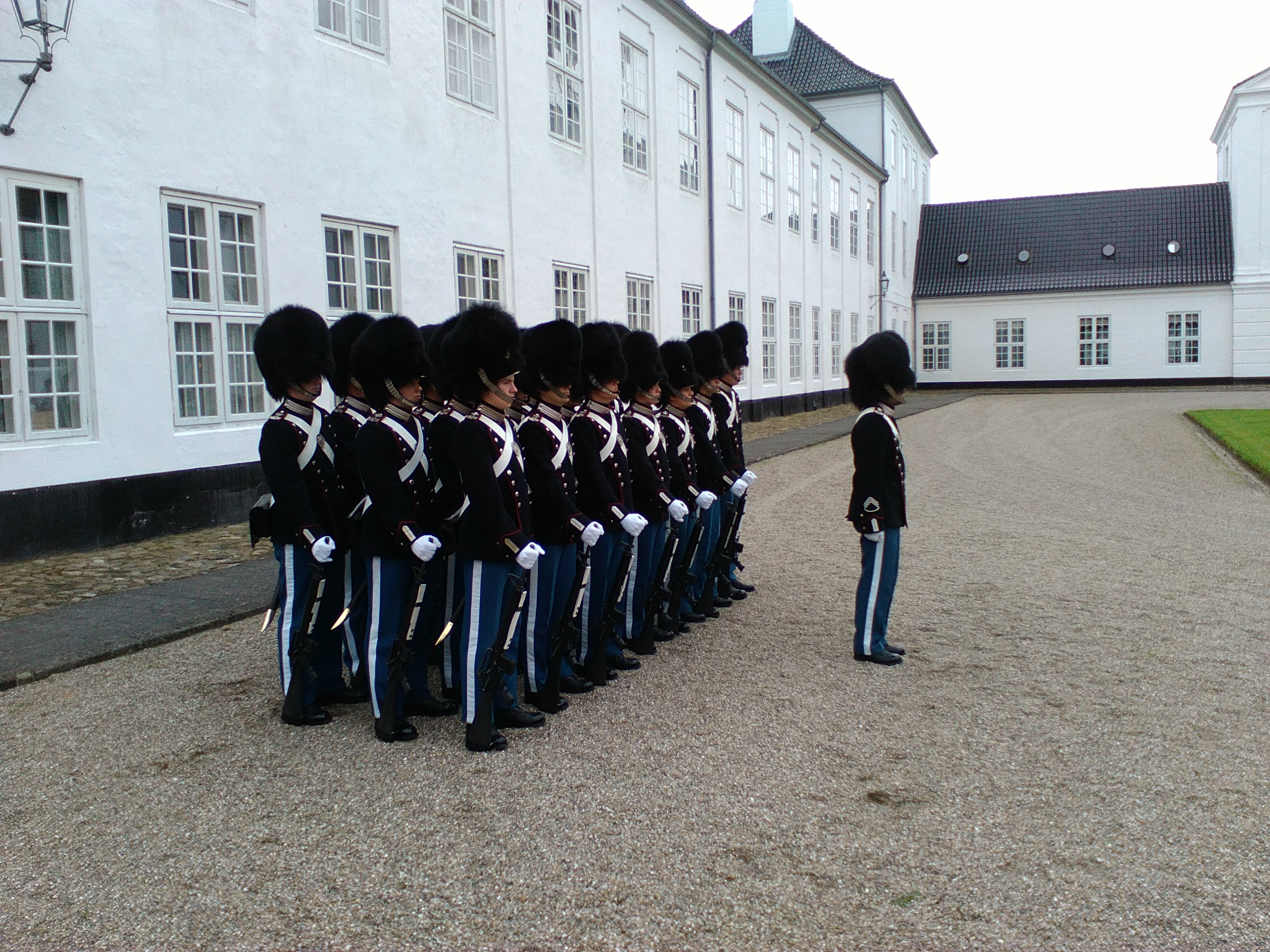
Wachwechsel vor dem Schloss

- Schloss Gråsten, bis auf die Kapelle in der Regel nicht zugänglich
- Schlossgarten, nur bei Anwesenheit der königlichen Familie geschlossen
- Wachwechsel der Leibgarde jeden Freitag bei Anwesenheit der königlichen Familie
- Schlosspark mit Herzenshügel
- einzelne alte Bauten im Ortskern, darunter der alte Gasthof
- die wald- und wasserreiche Umgebung
- Gedenkstätte für den Oberst der Grenzgendarmerie Svend Paludan-Müller, am 26. Mai 1944 im Kampf mit der deutschen Besatzungsmacht umgekommen

## Söhne und Töchter der Stadt
- Wilhelm Hans Ahlmann (1817–1910), deutscher Politiker, Journalist, Bankier
- Adolph Ditlev Jørgensen (1840–1897), dänischer Historiker und Reichsarchivar
- Margarete Mitscherlich (1917–2012), deutsche Psychoanalytikerin und Autorin
- Hein Hoop (1927–1986),  deutscher Schriftsteller und Künstler.
- Finn Hansen (* 1955), Dressurreiter